# ميخائيل غارنت
ميخائيل غارنت هو لاعب هوكي جليد كندي، ولد في 25 نوفمبر 1982 في ساسكاتون في كندا.

## وصلات خارجية
- ميخائيل غارنت على موقع دوري الهوكي الوطني (الإنجليزية)
- ميخائيل غارنت على موقع دوري الهوكي للقارات (الإنجليزية)
- ميخائيل غارنت على موقع EliteProspects.com (الإنجليزية)
- ميخائيل غارنت على موقع Eurohockey.com (الإنجليزية)
- ميخائيل غارنت على موقع HockeyDB.com (الإنجليزية)